# Літогенез
Літогене́з (рос. литогенез, англ. lithogenesis, нім. Lithogenesis f, Lithogenese f) — сукупність природних процесів утворення і подальших змін осадових гірських порід. Головні чинники Л. — тектонічні рухи і клімат.
Розрізняють такі стадії Л.:
- утворення осадового матеріалу (вивітрювання, денудація, вулканізм),
- седиментогенез,
- діагенез,
- катагенез,
- метагенез.